# Перевесье (деревня, Атюрьевский район)
Перевесье — деревня в Атюрьевском районе Республики Мордовия. Входит в состав Перевесьевского сельского поселения.

## История
Основана после отмены крепостного права переселенцами из села Перевесье.

## Население
| 2002 | 2010 |
| ---- | ---- |
| 47   | →47  |

Национальный состав
Согласно результатам Всероссийской переписи населения 2002 года, в национальной структуре населения русские составляли 72 %, мордва — 28 %.